# Cylindropuntia californica
Cylindropuntia californica är en kaktusväxtart som först beskrevs av John Torrey och Asa Gray, och fick sitt nu gällande namn av F.M. Knuth. Cylindropuntia californica ingår i släktet Cylindropuntia, och familjen kaktusväxter.

## Underarter
Arten delas in i följande underarter:
- C. c. californica
- C. c. delgadilloana
- C. c. parkeri
- C. c. rosarica

## Bildgalleri

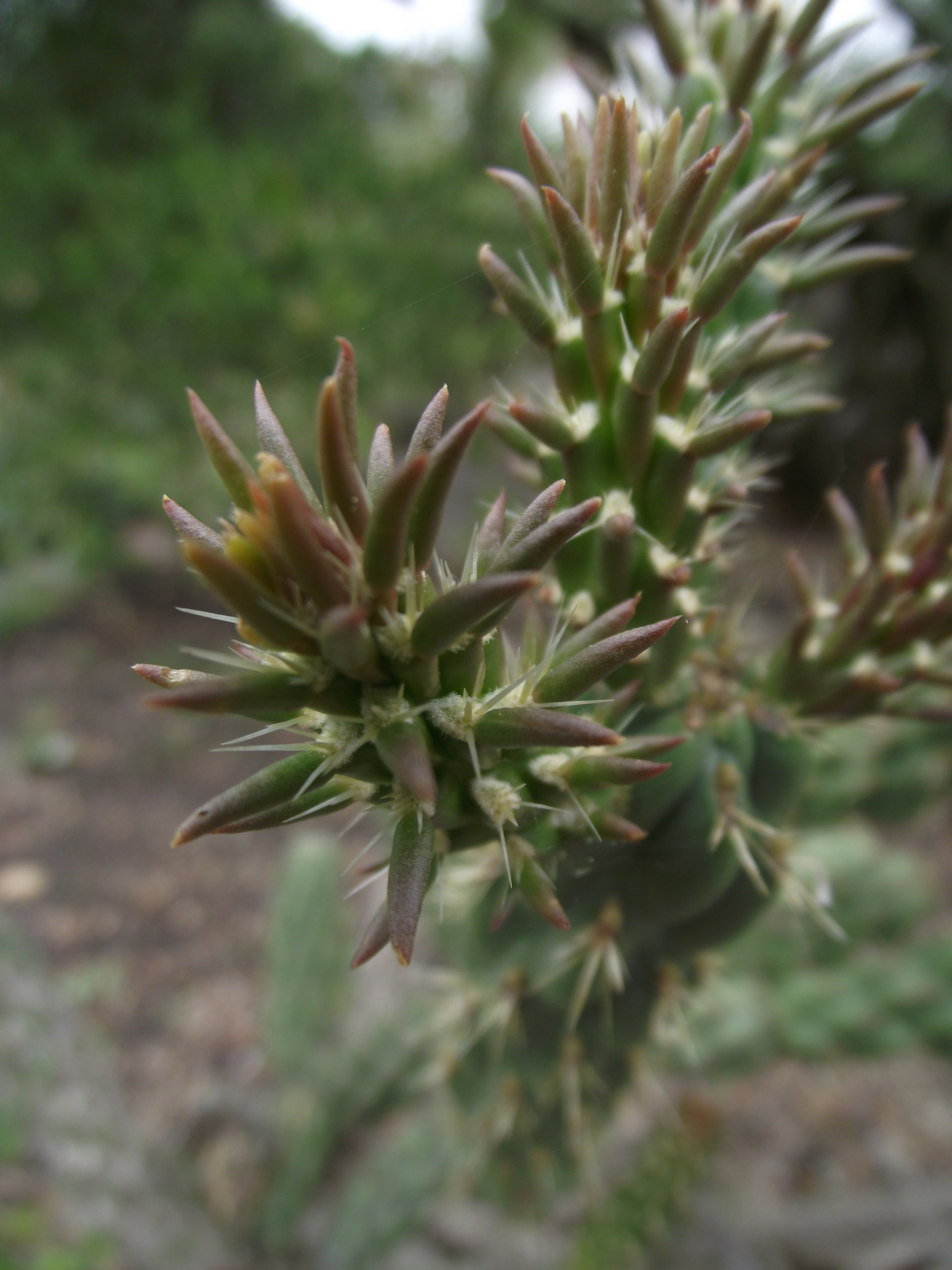
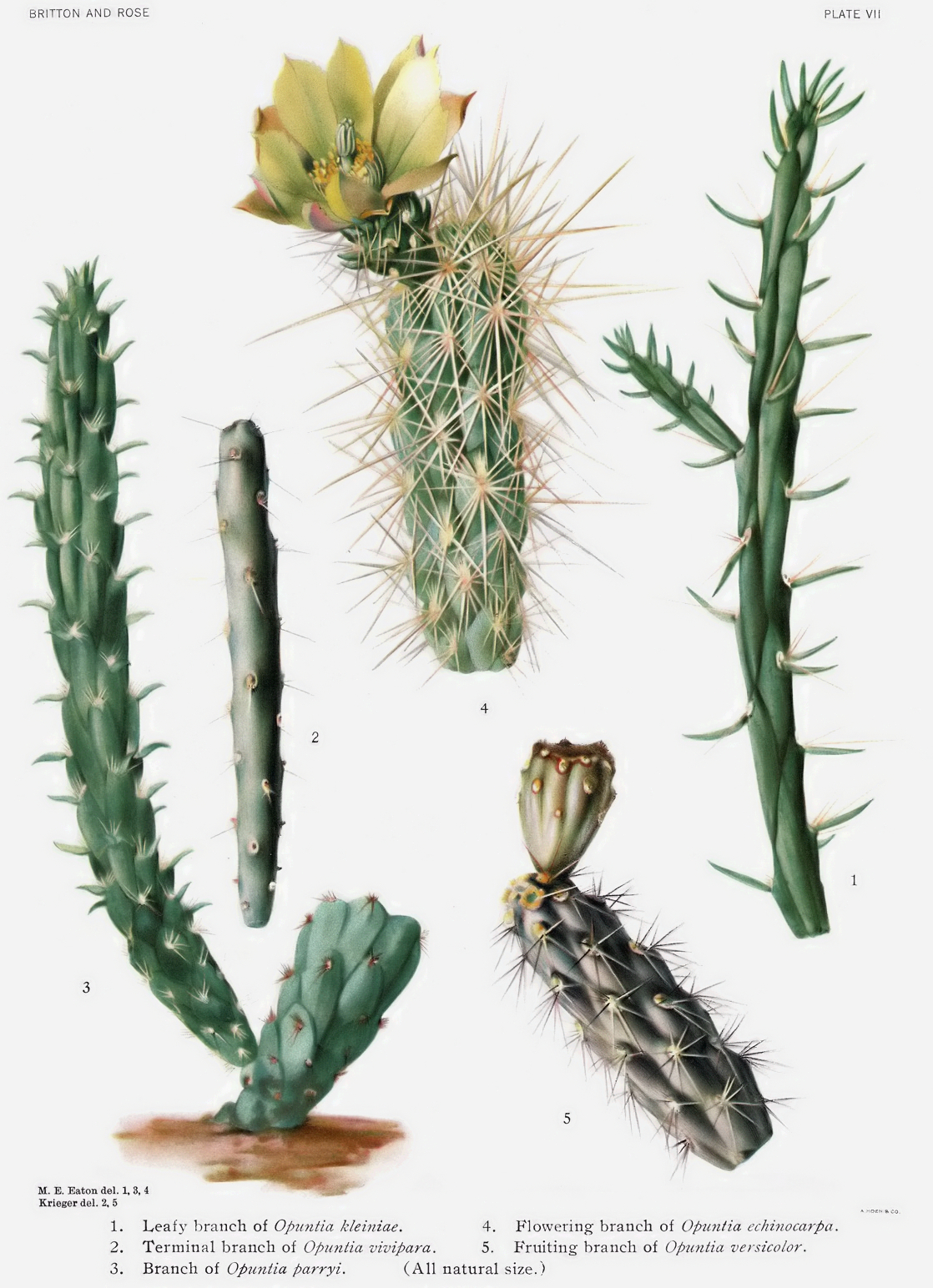